# 天津市扶轮中学
天津市扶轮中学，又称天津铁路职工子弟第一中学，始建于1918年2月（中华民国七年），由当时铁路同人教育会出资筹建的，当时名为“扶轮公学”，是中国铁路系统创办最早的员工子弟中学，以“忠诚，信实，仁爱，勇敢”为校训，国际著名数学大师陈省身先生曾就读于此。现位于中国天津市河北区吕纬路93号，是铁路企业办的一所完全中学。2004年10月29日由原天津铁路分局划归河北区教育局管辖。

### 校训
扶轮公学的校训是「忠、信、仁、勇」。1946年复校后的校训的校训是「公、正、贤、能」。

## 建筑
原扶轮公学南楼和北楼均为青石砌垒，其中，南楼为教学楼，为一字型，北楼为礼堂、实验室、办公楼兼宿舍等，呈山字型。建筑面积约4900平方米。该建筑由天津振元木器厂承建，于1919年至1921年建成，均为二层混合结构平顶楼房。平面为对称布局，体量适宜舒展，建筑外立面采用石材饰面，花饰女儿墙，简洁的现代主义风格。这两座建筑目前均为重点保护等级历史风貌建筑和天津市文物保护单位。

## 著名教师
- 顾宝埏
- 董秋芳
- 孙浩
- 史保新
- 王雪明
- 王雪娜
- 毛英
- 杨志强

## 著名校友
- 陈省身
- 郭琨
- 姜思毅
- 刘云若
- 田鹏
- 王超
- 张晓博